# Port Howard
Port Howard, o també Puerto Mitre en castellà, és la població més important de l'illa Gran Malvina, a l'arxipèlag de les Malvines.
Està situat a la costa est de l'illa i té port al canal Falkland, que separa l'illa de la de Soledad, amb la que està unida per ferry. També disposa de dues pistes d'aterratge d'avions. L'assentament té un terme d'uns 800 km² i només una vintena d'habitants, que es dediquen a la cria d'ovelles, la pesca o els serveis. Port Howard fou fundat el 1866 pels germans Waldron, anglesos. Durant la Guerra de les Malvines, el 1982, l'assentament fou ocupat durant un temps per un miler de soldats argentins, i fou escenari de batalles navals.